# Adolfo Rendón Rendón
Adolfo Rendón Rendón (1900-1992) fue un trabajador mexicano, al servicio de la industria petrolera de su país, enclavada en la ciudad de Poza Rica en el estado mexicano de Veracruz. Su valiente intervención durante un accidente grave le valió el reconocimiento como personaje destacado en la ciudad de Poza Rica, Veracruz.

## Contribuciones
Durante el año 1947 se encontraba trabajando al servicio de la empresa paraestatal Petróleos Mexicanos (PEMEX) como cabo de tuberos, la mañana del día 8 de septiembre de 1947 durante las maniobras en el Pozo Petrolero No. 6 se presentó un accidente que derivó en un incendio colosal cuya intensidad del fuego superaba los 1500 °C. Finalmente, después de combatir dicho incendio sin éxito durante 13 días, Adolfo Rendón inventó un procedimiento para extinguir el fuego del pozo siniestrado, ganándose con ello el reconocimiento del pueblo y autoridades a su valor e ingenio, destacando además la nobleza de su carácter cuando al ser premiado por su contribución y habiéndosele ofrecido lo que pidiera, solamente pidió la construcción de una escuela primaria para beneficio de su comunidad, dicho centro escolar se localiza en la ciudad de Poza Rica, y en la actualidad una biblioteca de la ciudad también lleva su nombre como homenaje a su memoria.

## Actualidad
El pozo 6 quemado, como se le conoce popularmente, se localiza en las inmediaciones de la colonia Anáhuac de la ciudad de Poza Rica de Hidalgo, ya no se encuentra en producción y ha sido sellado. En su lugar se ha acondicionado un andador peatonal que lleva su nombre precisamente, para la convivencia de los vecinos del lugar. Se trata de un pequeño parque donde niños, jóvenes y adultos de cualquier edad pueden practicar el deporte, este andador fue creado con la contribución del departamento de jubilados de la paraestatal Petroleos Mexicanos, vecinos y autoridades de la ciudad, en honor a este valeroso trabajador que expuso su vida sin mayor interés que el de servir a su comunidad.